# Sandy Maendly
Sandy Maendly, née le 4 avril 1988 à Genève, est une footballeuse internationale suisse. Elle joue actuellement au Servette FCCF ou elle occupe le poste de milieu offensif. Elle fait également partie des cadres de l'équipe nationale suisse.

## Biographie

### Carrière en club
Passionnée par le football dès son plus jeune âge, Sandy Maendly commence à jouer dans des formations mixtes de jeunes à partir de l'âge de dix ans, avant d'évoluer en 2000 dans sa première équipe féminine, le Signal FC Bernex-Confignon. En 2004, elle franchit une première étape importante dans sa carrière professionnelle en signant avec le club du CS Chênois (section féminine), un club de football représentant les villes de Thônex, Chêne-Bourg et Chêne-Bougeries, et inscrit en Ligue nationale B, le deuxième niveau du championnat suisse de football féminin. Après deux saisons, elle signe au FFC Berne. Elle y fait ses débuts en Ligue nationale A et remporte la Coupe de Suisse en 2008. Elle évolue dans le club bernois (absorbé par les Young Boys en 2009-2010) pendant cinq saisons consécutives, marquant un total de 34 buts, dont 8 lors de la dernière saison où elle contribue à remporter la première place du championnat. Elle dispute également trois finales de Coupe de Suisse, perdant les deux dernières face à Yverdon.
Contactée par Torres, elle décide en 2011 de signer un contrat avec le club sarde et l'aide à conquérir son cinquième "scudetto" et de sa huitième coupe d'Italie.
Elle reste en Sardaigne pendant trois saisons, disputant 80 matchs (18 buts) et remporte deux "scudetti" et trois Supercoupes. Grâce aux titres remportés par le club italien, elle a également l'opportunité de découvrir la Ligue des champions en 2011.
À la fin de la saison 2013-2014, elle décide de quitter Torres pour rejoindre l'AGSM Verona. Sa première saison sous le maillot jaune et bleu est gâchée par une rupture du ligament croisé après seulement quatre matchs. Elle ne parvient à être alignée à nouveau qu'à la 26e et dernière journée, portant à cinq le total des matches joués, mais remporte tout de même son troisième championnat,,.
Au cours du mercato hivernal de 2015, elle quitte l'équipe de Vérone pour retourner en Suisse, signant un contrat avec le FC Neunkirch pour jouer en Ligue nationale A. Avec le FC Neunkirch, elle  remporte le championnat et la Coupe de Suisse lors de la saison 2016-2017, mais le club fait faillite et elle est libérée de son contrat.
En juillet 2017, après le retrait du FC Neunkirch du championnat suisse, elle trouve un accord avec le Madrid CFF, équipe néo-promue en D1 espagnole. Elle reste avec le club madrilène jusqu'à début 2018, quand elle décide de retourner dans le club de ses débuts, devenu le Servette Chênois. Le club évolue en D2 suisse, mais elle est convaincue par la direction de rejoindre le projet sportif d'atteindre la LNA. Avec elle, le Servette décroche son premier titre de champion de Suisse en 2021.

### Carrière internationale
Maendly reçoit ses premières convocations pour les sélections juniors en Équipe de Suisse des moins de 17 ans, avec laquelle elle dispute 5 rencontres.
Elle joue son premier match international avec les moins de 19 ans le 21 septembre 2004 contre la Grèce et dispute les championnats d'Europe. Avec la sélection U19, elle cumule 31 apparitions (3 buts), dont 19 lors des compétitions officielles de l'UEFA.
Elle fait ses débuts avec l'équipe nationale senior le 22 avril 2006 au Richmond Park de Dublin, lors des qualifications pour la Coupe du monde 2007 (2-0 pour l'Irlande).
L'équipe dispute sa première compétition internationale lors de la coupe du monde 2015 au Canada, mais elle se blesse en Serie A et doit déclarer forfait.

## Palmarès
- Championnat d'Italie (3)
  - Torres : 2011-2012, 2012-2013
  - AGSM Verona: 2014-2015

- Coupe d'Italie (1)
  - Torres 2010-2011

- Supercoupe d'Italie (3)
  - Torres : 2011, 2012, 2013

- Championnat de Suisse : (3)
  - Young Boys: 2010-2011
  - Neunkirch: 2016-2017
  - Servette Chênois : 2020-2021

- Coupe de Suisse : (1)
  -  Neunkirch: 2016-2017